# Psarocolius wagleri
Psarocolius wagleri е вид птица от семейство Трупиалови.

## Разпространение
Видът е разпространен в Белиз, Гватемала, Еквадор, Колумбия, Коста Рика, Мексико, Никарагуа, Панама, Салвадор и Хондурас.